# Тома Фоке
Тома Фоке (нід. Thomas Foket, нар. 25 вересня 1994, Брюссель, Бельгія) — бельгійський футболіст, фланговий захисник клубу «Андерлехт» та національної збірної Бельгії.

## Ігрова кар'єра

### Клубна
Тома Фоке починав грати у футбол у складі клубу «Гент». У 2012 році Фоке підписав з клубом перший професійний контракт і в жовтні того року футболіст зіграв першу гру в основі. Влітку 2013 року для набору ігрової практики Фоке відправився в оренду у «Остенде». Після повернення до «Гента» Фоке зайняв тверде місце в основі командиі підписав з клубом новий контракт до 2018 року. І в сезоні 2014/15 своєю грою допоміг клубу вперше в історії виграти чемпіонський титул та Суперкубок країни. 
Влітку 2018 року Фоке перейшов до французького клубу «Реймс», з яким підписав п'ятирічний контракт.
3 серпня 2024 року підписав контракт на три роки з «Андерлехтом».

### Збірна
У листопаді 2016 року у товариському матчі проти команди Нідерландів Тома Фоке дебютував у складі національної збірної Бельгії.

## Титули
Гент
 Чемпіон Бельгії: 2014/15
 Переможець Суперкубка Бельгії: 2015